# Цимбідіум жолобчастий
Цимбі́діум жоло́бчастий — представник роду цимбідіум родини орхідні.

## Поширення й місцеіснування
Це середовище має бути великим, тому що має охолодити зростаючий епіфітний вид, що зустрічається на Північних Територіях і в Західній Австралії, Квінсленді і в Новому Південному Уельсі. Зростає в лісах склерофітів, в дуплах мертвих гілок на висоті від 5 до 900 метрів над рівнем моря. Росте досить добре в повному сонці і в сухих умовах.

## Біологічний опис
Має сіро-зелені, вузькі еліпсоїдні псевдобульби оповиті біля основи кількома листками (від 2 до 6).
Листя лінійне, пряме, жорстке, товсте і рифлене.
Цвіте навесні, викидаючи багато дрібних квіточках.
Квітки довгі, гроновидні, ароматні, дуже подобаються садівникам. Колір залежить від того, де вони були зібрані і можуть бути знайдені.
Стебло часто з більше ніж 1 псевдобульбою, даючи цим початок восковому кольору, який змінюється.

## Синоніми
- Cymbidium hillii F. Mueller 1879;
- Cymbidium sparkesii Rendle 1898.